# Браниці (гміна)
Гміна Браниці (пол. Gmina Branice) — сільська гміна у південно-західній Польщі. Належить до Ґлубчицького повіту Опольського воєводства.
Станом на 31 грудня 2011 у гміні проживало 7061 особа.

## Територія
Згідно з даними за 2007 рік площа гміни становила 121.87 км², у тому числі:
- орні землі: 89.00%
- ліси: 1.00%

Таким чином, площа гміни становить 18.11% площі повіту.

## Населення
Станом на 31 грудня 2011:
| Опис     | Загалом | Загалом | Чоловіки | Чоловіки | Жінки | Жінки |
| -------- | ------- | ------- | -------- | -------- | ----- | ----- |
| одиниця  | осіб    | %       | осіб     | %        | осіб  | %     |
| все      | 7061    | 100     | 3437     | 48.68    | 3624  | 51.32 |
| міське   | 0       | 100     | 0        |          | 0     |       |
| сільське | 7061    | 100     | 3437     | 48.68    | 3624  | 51.32 |

## Сусідні гміни
Гміна Браніце межує з такими гмінами: Ґлубчице, Кетш.